# A Skeletal Domain (album)
A Skeletal Domain – trzynasty album studyjny amerykańskiego zespołu muzycznego Cannibal Corpse. Wydawnictwo ukazało się 16 września 2014 roku nakładem wytwórni muzycznej Metal Blade Records. Nagrania zostały zarejestrowane w Audiohammer Studios w Sanford w stanie Floryda pomiędzy lutym a majem 2014 roku. Album dotarł do 32. miejsca listy Billboard 200 w Stanach Zjednoczonych sprzedając się w nakładzie 8,8 tys. egzemplarzy w przeciągu tygodnia od dnia premiery.

## Lista utworów
Opracowano na podstawie materiału źródłowego.
| Nr  | Tytuł utworu                   | Słowa             | Muzyka                         | Długość |
| --- | ------------------------------ | ----------------- | ------------------------------ | ------- |
| 1.  | „High Velocity Impact Spatter” | Paul Mazurkiewicz | Pat O’Brien                    | 04:06   |
| 2.  | „Sadistic Embodiment”          | Paul Mazurkiewicz | Pat O’Brien                    | 03:17   |
| 3.  | „Kill or Become”               | Rob Barrett       | Rob Barrett                    | 03:50   |
| 4.  | „A Skeletal Domain”            | Paul Mazurkiewicz | Pat O’Brien                    | 03:38   |
| 5.  | „Headlong into Carnage”        | Alex Webster      | Alex Webster                   | 03:01   |
| 6.  | „The Murderer’s Pact”          | Alex Webster      | Alex Webster                   | 05:05   |
| 7.  | „Funeral Cremation”            | Paul Mazurkiewicz | Pat O’Brien                    | 03:41   |
| 8.  | „Icepick Lobotomy”             | Rob Barrett       | Rob Barrett                    | 03:16   |
| 9.  | „Vector of Cruelty”            | Alex Webster      | Alex Webster                   | 03:25   |
| 10. | „Bloodstained Cement”          | Alex Webster      | Alex Webster                   | 03:41   |
| 11. | „Asphyxiate to Resuscitate”    | Paul Mazurkiewicz | Rob Barrett, Paul Mazurkiewicz | 03:47   |
| 12. | „Hollowed Bodies”              | Paul Mazurkiewicz | Pat O’Brien                    | 03:05   |
|     |                                |                   |                                | 43:52   |

## Twórcy
Opracowano na podstawie materiału źródłowego.

- George „Corpsegrinder” Fisher – wokal prowadzący
- Pat O’Brien – gitara prowadząca, gitara rytmiczna
- Rob Barrett – gitara prowadząca, gitara rytmiczna
- Alex Webster – gitara basowa
- Paul Mazurkiewicz – perkusja
- Vince Locke – okładka
- Alex Morgan – zdjęcia
- Brian Ames – oprawa graficzna
- Mark Lewis – realizacja nagrań, produkcja muzyczna, inżynieria dźwięku, miksowanie

## Listy sprzedaży
| Lista                        | Kraj              | Pozycja |
| ---------------------------- | ----------------- | ------- |
| Billboard Canadian Albums    | Kanada            | 21      |
| Billboard 200                | Stany Zjednoczone | 32      |
| Billboard Independent Albums | Stany Zjednoczone | 5       |
| Billboard Hard Rock Albums   | Stany Zjednoczone | 3       |
| Billboard Top Rock Albums    | Stany Zjednoczone | 7       |
| Billboard Tastemaker Albums  | Stany Zjednoczone | 7       |
| Billboard Top Album Sales    | Stany Zjednoczone | 32      |